# 오리엘 칼리지
오리엘 대학(Oriel College) ( /ˈɔːrɪəl/ )은 옥스퍼드 대학교에 소속되어있는 영국 오리엘 광장에 위치한 대학이다.
중세시대인 1324년 Adam de Brome에 의해 창립되었다. 에드워드 2세의 후원으로 설립되었다. 처음에는 옥스포드에 있는 마리아 하우스로 불리었다. 첫 번째 목적은 학자라고 불리는10명의 연구원들을 교육하는 것이었다. 영국 내전 동안 학교는옥스퍼드 국회 의사당 고위 회원들을 초청했다.
이 대학의 주요 부지는 Bedel Hall, St Mary Hall, St Martin Hall 및 Tackley 기숙사로 구성된 4 개의 중세 홀이 있으며, 마지막으로 대학에서 가장 오래된 건물이자 옥스포드에서 가장 오래된 중세 홀이다. 약 40 명의 동료, 약 300 명의 학부생 및 약 250 명의 졸업생이 있다. 오리 엘은 1985년 옥스퍼드 (Oxford)의 6세기 동안 남성 대학중에서 여성을 입학시켰다. 그러나 오늘날 학생 단체에는 거의 같은 수의 남녀가 있다.

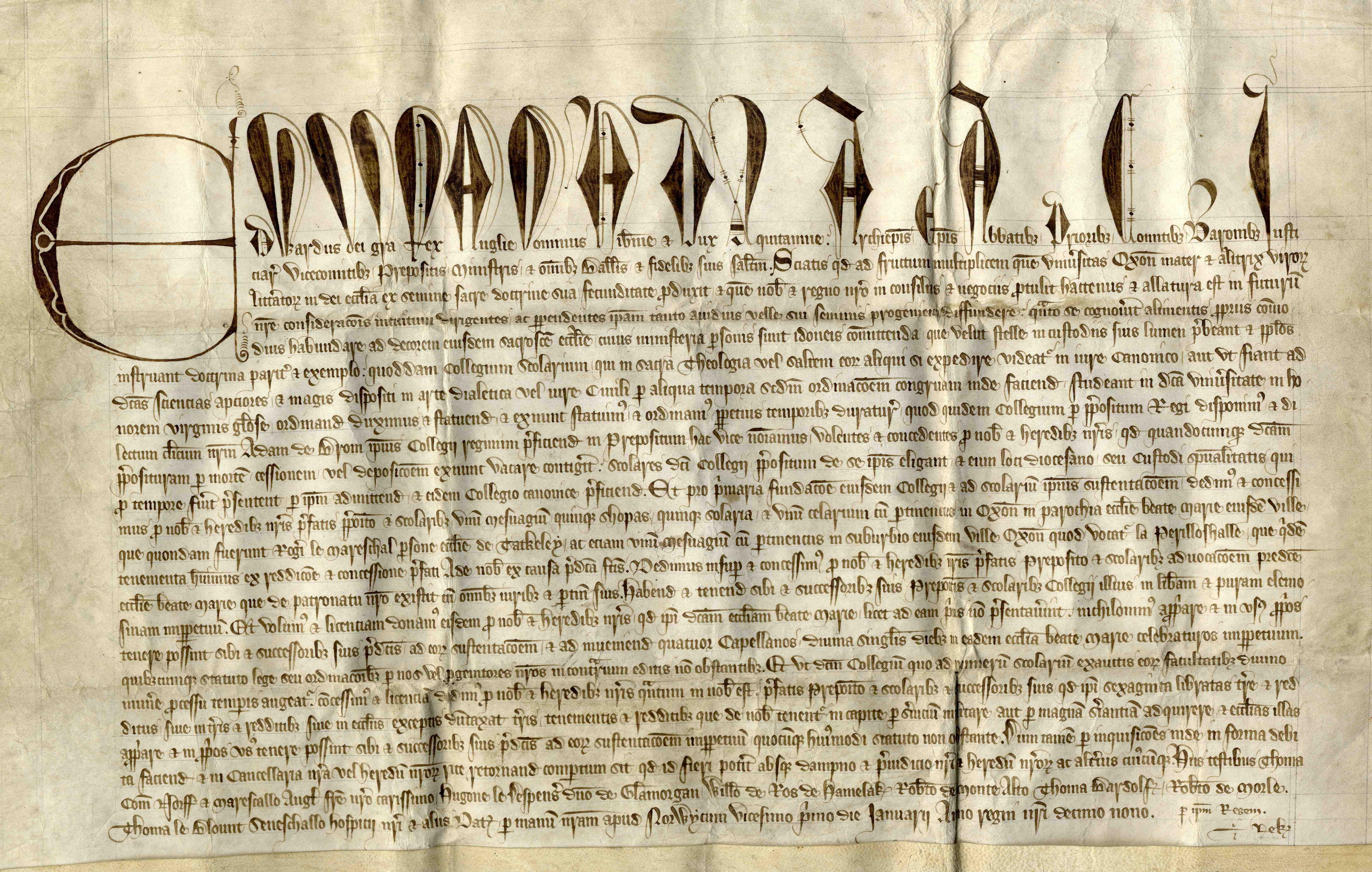
에드워드 2세가 제공 한 1326년 대학 헌장.

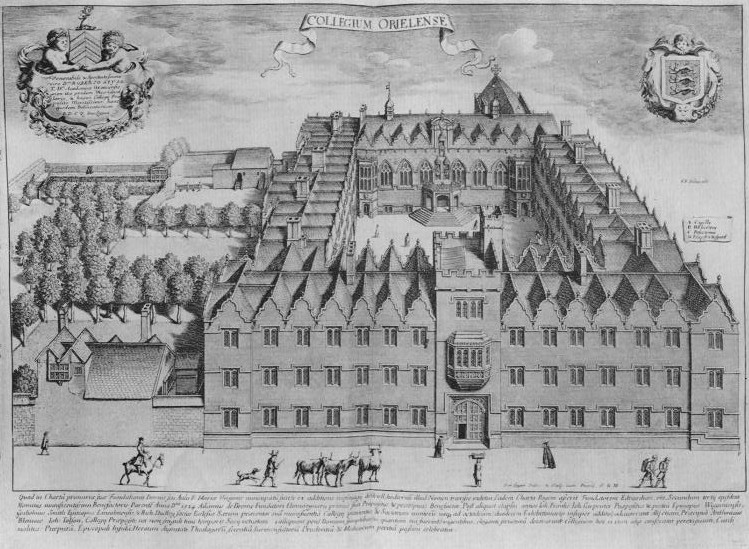
1675 구리 조각으로 대학의 앞 입구와 First Quad를 동쪽으로 바라본다. 왼쪽에는 Second Quad가 세워질 계층 형 정원이 있다.

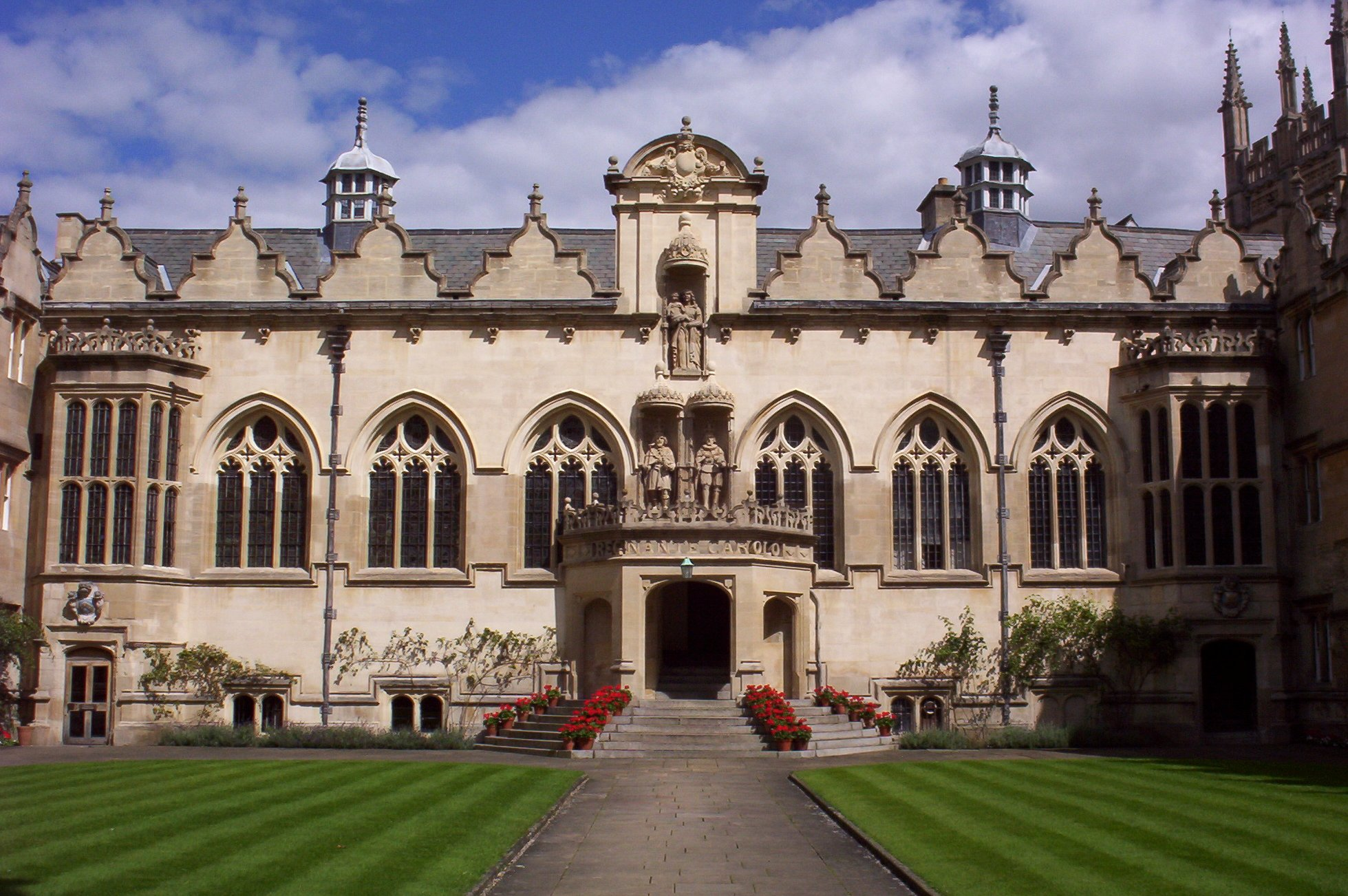
제 1 쿼드의 동쪽 범위; 중앙의 화려한 현관은 복도로 이어지고 양쪽의 문은 언더 크로프트 (왼쪽)와 예배당 (오른쪽)으로 이어진다.

## 같이 보기
- 세인트 메리 스 컬리지, 옥스퍼드